# LWD Goniec
LWD Goniec – polski samolot szkolno-treningowy projektowany przez Lotnicze Warsztaty Doświadczalne w Łodzi.

## Historia
Projekt samolotu LWD Goniec zakładał koncepcję dwusilnikowego samolotu służącego do szkolenia pilotów bombowców oraz samolotów transportowych. Projekt wstępny opracowano w 1948 roku, jednak likwidacja łódzkich zakładów w 1950 roku, a także przeniesienie zespołu konstrukcyjnego do Warszawy stały się przyczyną przerwania prac nad samolotem. Z tego powodu maszyna nie wyszła poza deski kreślarskie konstruktorów.

## Literatura
- Koliński Izydor: Lotnictwo Polski Ludowej 1944-1947. Warszawa: Ministerstwo Obrony Narodowej, 1987, s. 502.